# Histoire de la philosophie française
L'histoire de la philosophie française désigne l'évolution de la philosophie liée aux institutions françaises, de la philosophie en langue française ou de la discipline scientifique qui les prend pour objet. La philosophie française débute ainsi respectivement :
- 1) au XIIe siècle avec l'ébauche d'une entité nationale française, mais la philosophie est alors en grande partie associée à la théologie et à la langue latine dans un cadre clérical (philosophie médiévale),
- 2) au XVIe siècle et XVIIe siècle avec l'apparition d'une littérature en langue vernaculaire dans un cadre mondain ou aristocratique (philosophie moderne: Descartes, etc.). Contrairement à ce que l'on pourrait s'imaginer, cette philosophie a elle aussi beaucoup à voir avec la métaphysique et la théologie. Descartes, notamment, invente une des preuves de l'existence de Dieu.
- 3) au XIXe siècle avec l'apparition de l'histoire de la philosophie comme discipline académique dans un cadre étatique (philosophie contemporaine).

## La philosophie française moderne
La philosophie française prend naissance lorsque René Descartes, avec le Discours de la méthode, répond en français aux Essais de Michel de Montaigne. La naissance de la philosophie française avec Descartes correspond, pour l'histoire de la philosophie, à la naissance de la philosophie moderne. Victor Cousin dit au début de son cours sur l'histoire de la philosophie au XIXe siècle : « Ce n'est pas le patriotisme, c'est le sentiment profond de la vérité et de la justice qui nous a fait placer toute la philosophie, aujourd'hui répandue dans le monde, sous le nom de Descartes. Oui, la philosophie moderne tout entière est l'œuvre de ce grand homme : car elle lui doit l'esprit qui l'anime et la méthode qui fait sa puissance. » Après le déclin de la scolastique, le « bon sens hardi » de Descartes a rendu la philosophie une science humaine comme l'astronomie, la physiologie ou la médecine, soumise aux mêmes incertitudes et égarements, mais capables également des mêmes progrès. Descartes est soumis au scepticisme, mais il est animé par la passion de la vérité. Il soumet toutes ses idées au principe du libre examen afin de n'admettre que l'évidence. Il s'aperçoit que l'existence de sa pensée ne peut être mise en doute et il fonde sa doctrine sur cette vérité. L'étude de la pensée et de l'esprit qui en est le sujet devient le principe général et la méthode de la philosophie moderne.

## La philosophie française contemporaine
Au XIXe siècle, Auguste Comte introduit le positivisme, la pensée française est également influencée par l'anarchisme de Proudhon.

Les Ménines de Diego Velázquez (1657). « Mais le rapport du langage à la peinture est un rapport infini (...) Ils sont irréductibles l'un à l'autre: on a beau dire ce qu'on voit, ce qu'on voit ne loge jamais dans ce qu'on dit, et on a beau faire voir, par des images, des métaphores, des comparaisons, ce qu'on est en train de dire, le lieu où elles resplendissent n'est pas celui que déploient les yeux, mais celui qui définissent les successions de la syntaxe. Or le nom propre, dans ce jeu, n'est qu'un artifice: il permet de montrer du doigt, c'est-à-dire de passer subrepticement de l'espace où l'on parle à l'espace où l'on regarde, c'est-à-dire de les refermer commodément l'un sur l'autre comme s'ils étaient adéquats (...) Peut-être y a-t-il, dans ce tableau de Velázquez, comme la représentation de la représentation classique, et la définition de l'espace qu'elle ouvre. » Michel Foucault, Les mots et les choses, introduction.

Au début du XXe siècle, la philosophie française est marquée d'une part par Bergson, qui remet en cause le néo-kantisme, et d'autre part par un courant épistémologique, avec Pierre Duhem puis Alexandre Koyré, qui entre en résonance avec les débats de philosophie des mathématiques. Cette tradition sera poursuivie par Gaston Bachelard et Cavaillès, fusillé en 1943. La Revue de métaphysique et de morale, créée en 1895 en double réaction au positivisme et au mysticisme, deviendra une institution de la philosophie française, fournissant un contre-point à la Revue philosophique de la France et de l'étranger fondée en 1876.
Lors de l'entre-deux-guerres, Emmanuel Mounier et sa revue Esprit, et Jacques Maritain rénovent profondément la pensée catholique, l'orientant vers une critique de l'individualisme libéral et du collectivisme, et permettant le ralliement de celle-ci à la démocratie. C'est aussi l'époque de Georges Bataille, qui dénonce précocement l'appropriation fasciste de Nietzsche (article dans la revue Acéphale, à laquelle collabore Roger Caillois, Pierre Klossowski qui écrira l'un des premiers grands commentaires français de Nietzsche, ou Jean Wahl). En 1946, Bataille fondera la revue Critique.
Après la Seconde Guerre mondiale, la scène philosophique française est marquée par l'existentialisme de Jean-Paul Sartre, influencé, tout comme Merleau-Ponty, par la phénoménologie. Avec Raymond Aron, figure de l'intellectuel de droite, ils fondent Les Temps modernes. Sartre et Albert Camus contribuent à donner une orientation littéraire à la philosophie.
Avec le marxisme, ces deux courants dominent alors la scène, jusqu'à la venue du structuralisme représenté par Claude Lévi-Strauss, Althusser, etc. C'est aussi l'époque de la publication de Descartes. L'ordre des raisons (1953) par Martial Guéroult, qui débat avec Ferdinand Alquié, deux professeurs de la Sorbonne qui influenceront durablement leurs élèves.
La tradition épistémologique continue avec Canguilhem, qui publie La Connaissance de la vie en 1952.
La phénoménologie et le marxisme continuent cependant à alimenter la réflexion, avec des penseurs comme Paul Ricœur, Emmanuel Levinas ou Jean-Luc Marion du côté de la phénoménologie, tandis qu'Althusser – et d'autres – tente de repenser le marxisme avec ses élèves de l'ÉNS (Balibar, Macherey, Rancière...).
Dans les années 1970, la critique de ces deux courants fournit la base du « post-structuralisme », qui réunit des penseurs aussi hétérogènes que ceux rassemblés sous l'appellation de structuralisme. Foucault, Derrida, Deleuze, Barthes, Baudrillard, Gérard Granel, sont ainsi les penseurs emblématiques de ce que les Américains reconstruiront sous le nom de « French theory », mais qui n'ont de véritablement commun qu'une expérience générationnelle, celle de mai 68.
La philosophie analytique fait alors son apparition, avec Jacques Bouveresse, puis Vincent Descombes, etc.
Élaborée à l'écart des modes, depuis L'Essence de la Manifestation (1963) jusqu'à Paroles du Christ (2002), l'œuvre de Michel Henry (1922-2002), laquelle a procédé au renversement de la phénoménologie, tend désormais à s'imposer comme l'une des pensées majeures du XXe siècle.

## Les femmes en philosophie
Au XIXe siècle, alors que se structure l'enseignement de la philosophie en France, couronnement du cursus secondaire, et que se développe une éducation destinée aux filles, celles-ci en sont exclues. Victor Cousin, philosophe et ministre de l'Instruction publique en 1840, considère ainsi que les jeunes filles de milieux aisés doivent se limiter à l'enseignement ménager. Au début de la Troisième République, Camille Sée souhaite rendre les cours de philosophie obligatoires aux filles comme aux garçons mais son projet est amputé, ne conduisant finalement qu'à donner à celles-ci un cours de morale. Pour la chercheuse Annabelle Bonnet, l'État entend alors former « non pas des citoyennes, mais des femmes de citoyens »,.
Comme le démontre l'ouvrage La barbe ne fait pas le philosophe: les femmes et la philosophie en France (1880-1949), certaines élèves parviennent cependant à avoir accès à la philosophie par des moyens détournés (cours particuliers, dérogations, etc.) et des personnalités féminines commencent à s'imposer contre ce système qui les discrimine (Julie Favre, Clémence Royer, Hélène Metzger, etc.). En 1905, Jeanne Baudry devient la première femme agrégée de philosophie, en 1913 la Roumaine Alice Voinescu la première docteure en philosophie d'une université française, suivie en 1914 par la Française Léontine Zanta. En 1924, l'enseignement de la philosophie est autorisé aux filles. Le régime de Vichy met un coup d'arrêt à l'« entrée conséquente des femmes dans le champ philosophique », dont Simone Weil et Simone de Beauvoir deviendront les figures majeures. Yvonne Picard est tuée à Auschwitz en 1943, Marguerite Flavien se suicide en 1944. L'élan reprend après la Libération (Marie-Madeleine Davy, Simone Pétrement, Dina Dreyfus, etc.). Dans les années 1950, des femmes philosophes commencent à enseigner en chaire (Geneviève Rodis-Lewis, Suzanne Bachelard, etc.) mais c'est dans les années 1970 que l'égalité femmes-hommes est formalisée dans l'enseignement,.